# Camilla Martin
Camilla Martin (Aarhus, 23 maart 1974) is een Deens voormalig badmintonspeelster, die tussen 1992 en 2004 viermaal deelnam aan de Olympische Spelen, waarbij ze in 2000 een zilveren medaille behaalde. Ook werd ze in de periode 1991-2003 dertienmaal op rij Deens kampioene bij het damesenkelspel. In 1992, 1996 en 1998 werd ze Europees kampioen dames-enkel en in 1999 wereldkampioen.
Op 25 mei 2005 trouwde ze met de econoom Lars Nygaard, waarbij ze haar achternaam veranderde in Martin-Nygaard. Haar vader Bent Martin was internationaal voetballer.

## Resultaten

### Internationale kampioenschappen
| Jaar | Wedstrijd | Plaats     | Discipline        | Resultaat              |
| ---- | --------- | ---------- | ----------------- | ---------------------- |
| 1991 | WK        | Kopenhagen | Vrouwen enkelspel | verlies in de 4e ronde |
| 1992 | OS        | Barcelona  | Vrouwen enkelspel | verlies in de 2e ronde |
| 1992 | EK        | Glasgow    | Vrouwen enkelspel | Zilver                 |
| 1994 | EK        | Den Bosch  | Vrouwen enkelspel | verlies in de ½ fin.   |
| 1995 | WK        | Lausanne   | Vrouwen enkelspel | verlies in de ¼ fin.   |
| 1996 | OS        | Atlanta    | Vrouwen enkelspel | verlies in de ¼ fin.   |
| 1996 | EK        | Herning    | Vrouwen enkelspel | Goud                   |
| 1997 | WK        | Glasgow    | Vrouwen enkelspel | verlies in de 3e ronde |
| 1998 | EK        | Sofia      | Vrouwen enkelspel | Goud                   |
| 1999 | WK        | Kopenhagen | Vrouwen enkelspel | Goud                   |
| 2000 | OS        | Sydney     | Vrouwen enkelspel | Zilver                 |
| 2000 | EK        | Glasgow    | Vrouwen enkelspel | Goud                   |
| 2001 | WK        | Sevilla    | Vrouwen enkelspel | verlies in 3e ronde    |
| 2002 | EK        | Malmö      | Vrouwen enkelspel | Brons                  |
| 2003 | WK        | Birmingham | Vrouwen enkelspel | verlies in de ¼ fin.   |
| 2004 | OS        | Athene     | Vrouwen enkelspel | verlies in de 2e ronde |
| 2004 | EK        | Genève     | Vrouwen enkelspel | Brons                  |

- Virtual International Authority File: 307258140